# Filmografia de Laurel & Hardy
A filmografia de Laurel & Hardy é composta por 106 filmes lançados entre 1921 e 1951. Juntos, eles apareceram em 34 curtas mudos, 45 curtas com som e 27 longas metragens com som. Além disso, Laurel e Hardy apareceram em pelo menos 20 versões em língua estrangeira de seus filmes e em um filme promocional, Galaxy of Stars (1936), feito para distribuidores de filmes europeus. O britânico Stan Laurel (1890–1965) e o americano Oliver Hardy (1892–1957) foram uma dupla de comediantes que trabalharam juntos pela primeira vez no filme The Lucky Dog (1921), mas que só passaram a estrelar filmes juntos a partir de  1926, quando ambos assinaram contratos, separadamente, com o estúdio de cinema Hal Roach e passaram a estrelar uma série de populares curtas e longas metragens.

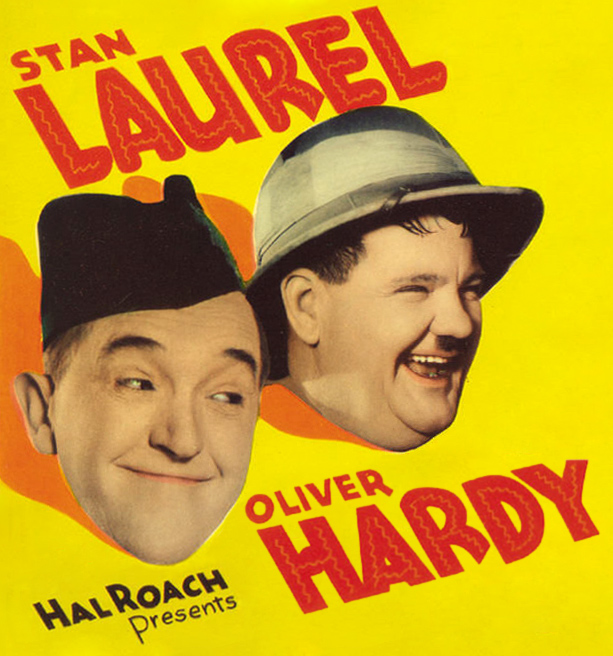
Laurel (esquerda) e Hardy no cartaz de Bonnie Scotland (1935).

A dupla permaneceu no estúdio Roach até 1940. Entre 1941 e 1945, eles apareceram em oito filmes e um curta para a 20th Century Fox e para a Metro-Goldwyn-Mayer. Após terminarem seus compromissos cinematográficos, a dupla  concentrou-se em espectáculos teatrais, embarcando em uma turnê pela Grã-Bretanha. Em 1950, eles fizeram seu último filme Atoll K, uma coprodução francesa e italiana.
Em 1960, Laurel recebeu um um Oscar Honorário "por seu pioneirismo criativo no campo da comédia cinematográfica". Em 1992, 1997, 2012 e 2020, respectivamente, Big Business (1929), The Music Box, Sons of the Desert (1932) e The Battle of the Century (1927) foram adicionados ao Registro Nacional de Filmes dos Estados Unidos pela Biblioteca do Congresso como sendo "culturalmente, historicamente ou esteticamente significativa.
Em 1932, o curta de Laurel e Hardy, The Music Box, ganhou o Óscar de Curta de Ação ao Vivo (Comédia).
Por suas contribuições para o cinema, Laurel e Hardy foram premiados com estrelas separadas na Calçada da Fama de Hollywood.

## Lista de Obras
| Titulo Original | Ano  | Titulo em Português                                                                                      | Tipo               |
| --- | ---- | --- | ------------------ |
| The Lucky Dog | 1917 | | Curta Metragem     |
| Smithy | 1925 | | Curta Metragem     |
| 45 Minutes from Hollywood                                                                                          | 1926 | | Curta Metragem     |
| The Editor | 1926 | Um Furo de Reportagem                                                                                    | Curta Metragem     |
| Slipping Wives | 1927 | | Curta Metragem     |
| The Battle of the Century                                                                                          | 1927 | A Batalha do Século                                                                                      | Curta metragem     |
| Sailors, Beware!                                                                                                   | 1927 | Cuidado Com os Marujos / Marujos, Cuidado! / O herói do navio                                            | Curta Metragem     |
| Putting Pants on Philip                                                                                            | 1927 | Pondo as Calças em Philip                                                                                | Curta Metragem     |
| Do Detectives Think?                                                                                               | 1927 | Detetives Pensam? / Dois Detetives da Pesada                                                             | Curta Metragem     |
| Hats Off | 1927 | | Curta Metragem     |
| Call of the Cuckoo                                                                                                 | 1927 | | Curta Metragem     |
| The Second 100 Years                                                                                               | 1927 | Prisioneiros Azarados / Profissionais Azarados                                                           | Curta Metragem     |
| Flying Elephants                                                                                                   | 1927 | Os Elefantes Voadores / Na Idade da Pedra / Um Amor na Pré-História / No Tempo em Que Até Elefante Voava | Curta Metragem     |
| Now I'll Tell One                                                                                                  | 1927 | | Curta Metragem     |
| With Love and Hisses                                                                                               | 1927 | Com Afeição e Confusão / A Vida Militar é Boa                                                            | Curta Metragem     |
| Why Girls Love Sailors                                                                                             | 1927 | | Curta Metragem     |
| Love 'Em and Weep                                                                                                  | 1927 | O Namorado                                                                                               | Curta Metragem     |
| Duck Soup | 1927 | | Curta Metragem     |
| Sugar Daddies | 1927 | Triângulo Amoroso                                                                                        | Curta Metragem     |
| Should Tall Men Marry? / Marrywing Kind                                                                            | 1928 | O Magro no Velho Oeste                                                                                   | Curta Metragem     |
| We Faw Down | 1928 | Dois Galãs em Apuros                                                                                     | Curta Metragem     |
| Habeas Corpus | 1928 | Habeas Corpus / O Fantasma Camarada                                                                      | Curta Metragem     |
| Two Tars | 1928 | Navegando em Seco / Dois Marujos / Garotas e Marujos / Marujos Trapalhões                                | Curta Metragem     |
| Early to Bed | 1928 | Uma Fortuna e Tanto / O Gordo Herdeiro                                                                   | Curta Metragem     |
| Should Married Men Go Home?                                                                                        | 1928 | Maridos Devem Ficar em Casa?                                                                             | Curta Metragem     |
| Their Purple Moment                                                                                                | 1928 | Um Momento de Glória                                                                                     | Curta Metragem     |
| You're Darn Tootin                                                                                                 | 1928 | Orquestra Maluca                                                                                         | Curta Metragem     |
| From Soup to Nuts                                                                                                  | 1928 | Da Sopa à Sobremesa / Uma Situação Embaraçosa / Um Banquete Bem Servido                                  | Curta Metragem     |
| The Finishing Touch                                                                                                | 1928 | O Toque Final                                                                                            | Curta Metragem     |
| Leave 'Em Laughing                                                                                                 | 1928 | | Curta Metragem     |
| Angora Love | 1929 | Um Amor Peludo" / “Amor de Cabra”/ "Um Amor de Cabrita" / "Cabra Farrista”                               | Curta Metragem     |
| The Hoose-Gow | 1929 | Xadrez Para Dois”/ “Dois Canários na Gaiola                                                              | Curta Metragem     |
| Bacon Grabbers | 1929 | | Curta Metragem     |
| They Go Boom! | 1929 | Companheiros de Quarto”/ “Descanso Atribulado                                                            | Curta Metragem     |
| The Hollywood Revue of 1929                                                                                        | 1929 | | Longa Metragem     |
| Wrong Again | 1929 | Novamente Errado”/ “Apenas Um Ligeiro Engano                                                             | Curta Metragem     |
| Perfect Day | 1929 | Delícias de um Automobilista”/ “Um Dia Perfeito                                                          | Curta Metragem     |
| Men O'War | 1929 | Sururu no Parque”/ “A Canoa Virou”/ “Marinheiros de Água Doce                                            | Curta Metragem     |
| Berth Marks | 1929 | Trem do Barulho                                                                                          | Curta Metragem     |
| Double Whoopee | 1929 | O Príncipe Sem Sorte” / "Alegria em Dobro                                                                | Curta Metragem     |
| Unaccustomed As We Are                                                                                             | 1929 | Vizinhas Camaradas” / "O Destruidor de Lares                                                             | Curta Metragem     |
| Big Business | 1929 | Negócio de Arromba” / "O Grande Negócio                                                                  | Curta Metragem     |
| That's My Wife | 1929 | Apresento-lhe Minha Esposa                                                                               | Curta Metragem     |
| Liberty | 1929 | |                    |
| Another Fine Mess De bote em bote (Versão Espanhola)                                                               | 1930 | Outra Encrenca” / “Proprietário à Força” / “Coronel por Um Dia” / “Confusão em Profusão                  | Curta Metragem     |
| Hog Wild/Aerial Antics/ Hay Wire Radiomania (Versão Espanhola)                                                     | 1930 | A Arte de Instalar Antenas”/ “Um Marido Distraído                                                        | Curta Metragem     |
| The Rogue Song | 1930 | Amor de Zíngaro                                                                                          |                    |
| Below Zero Tiembla y Titubea (Versão Espanhola)                                                                    | 1930 | Frio Siberiano”/ "Abaixo de Zero"/ “Bola de Neve”                                                        | Curta metragem     |
| Brats Glückliche Kindheit (Versão Alemã) Les Bons Petits Diables (Versão Espanhola)                                | 1930 | Tais Pais, Tais Filhos / Garotos da Fuzarca”/ “Filho de Peixe, Peixinho É                                | Curta Metragem     |
| Blotto La Vida Nocturna (Versão Espanhola) Une Nuit Extravagante (Versão Franscesa)                                | 1930 | Noites de Farra”/ “Dois Boêmios do Barulho / Cantando na Chuva                                           | Curta Metragem     |
| The Night Owls Ladrones (Versão Espanhola)                                                                         | 1930 | Gatos Escaldados”/ “Rififi às Avessas / Piratas de Meia-Cara                                             | Curta Metragem     |
| The Laurel-Hardy Murder Case                                                                                       | 1930 | Aventuras de Laurel e Hardy / Noite de Paz                                                               | Curta Metragem     |
| Der Spuk um Mitternacht (Versão alemã da reunião de “The Laurel-Hardy Murder Case” e “Berth Marks")                | 1930 | |                    |
| Feu mon Oncle/ La Maison de la Peur (Versão francesa da reunião de “The Laurel-Hardy Murder Case” e “Berth Marks”) | 1930 | |                    |
| Noche de Duendes (Versão espanhola da reunião de “The Laurel-Hardy Murder Case” e “Berth Marks”)                   | 1930 | |                    |
| On the Loose | 1931 | A Farra de Praxe                                                                                         | Curta Metragem     |
| Beau Hunks/ Beau Chumps                                                                                            | 1931 | Dois Recrutas no Deserto / Beau Gênio / Dois Birutas na Legião Estrangeira                               | Curta Metragem     |
| Les Deux Legionnaires Versão francesa da reunião de “Beau Hunks” e “Helpmates”.                                    | 1931 | |                    |
| One Good Turn | 1931 | Formação de Culpa / Corpo de Delito / Uma Boa Ação Nem Sempre dá Bom Resultado                           | Curta Metragem     |
| Come Clean / Save the Ladies                                                                                       | 1931 | Fale a Verdade / Sejamos Camaradas / Dois Amigos em Apuros                                               | Curta Metragem     |
| Pardon Us / Gaol Birds/ Jailbirds                                                                                  | 1931 | Perdão Para Dois / Rebelião do Riso                                                                      | Filme              |
| Our Wife | 1931 | Rapto à Meia-Noite / Nossa Esposa / Um Casamento Sem Consentimento                                       | Curta Metragem     |
| Laughing Gravy | 1931 | Em Estado Grave / Hóspedes Indesejáveis / Inquilinos Indesejáveis / Inquilinos do Barulho                | Curta Metragem     |
| Be Big! | 1931 | Tira-Bota”/ “Um Par Desigual                                                                             | Curta Metragem     |
| Los Calaveras Versão espanhola da reunião de “Be Big” e “Laughing Gravy”                                           | 1931 | Os Caveirinhas                                                                                           |                    |
| Les Carottiers Versão francesa da reunião de “Be Big” e “Laughing Gravy”.                                          | 1931 | |                    |
| The Slippery Pearls / The Stolen Jools                                                                             | 1931 | |                    |
| Los presidiarios                                                                                                   | 1931 | |                    |
| Chickens Come Home Versão espanhola: Politiquerias                                                                 | 1931 | Prefeito Imperfeito” / "Um Prefeito Perfeito Politiquices                                                | Curta Metragem     |
| Hinter Schloss und Riegel                                                                                          | 1931 | |                    |
| Muraglie | 1931 | |                    |
| Sous les verrous                                                                                                   | 1931 | |                    |
| Whatta Stir | 1931 | Perdão para Dois                                                                                         | Curta Metragem     |
| Towed in a Hole | 1932 | Barqueiro de Voga” / “Peixe Fresco” / “Pescando no Seco” / “O Capitão e Seu Marujo                       | Curta Metragem     |
| Their First Mistake                                                                                                | 1932 | O Primeiro Engano”/ “Sua Primeira Falta”/ “Duas Babás Para um Bebê                                       | Curta Metragem     |
| Pack Up Your Troubles                                                                                              | 1932 | Procura-se um Avô” / “Acabaram-se as Encrencas”/ “Dois Trapalhões Bem Intencionados                      | Filme              |
| Scram! | 1932 | Sumam-se”/ “Passa Fora” / “A Chave do Problema                                                           | Curta Metragem     |
| County Hospital | 1932 | Estado Grave” / “Trânsito Atômico”/”Silêncio, Hospital!                                                  | Curta Metragem     |
| The Chimp | 1932 | Somos do Circo” / “O Circo” / “Rifa-se um Chimpanzé” / “Uma Macaca e Muitos Galhos                       | Curta Metragem     |
| The Music Box | 1932 | Caixa de Música”/ "Entrega a Domicílio”/ “Dois Músicos Desafinados                                       | Curta Metragem     |
| Any Old Port! | 1932 | Lutando Pela Vida” / “Marujo Não Leva Desaforo” / “Uma Luta Sem Igual                                    | Curta Metragem     |
| Helpmates | 1932 | Ajudante Desastrado” / “Um Amigo Trapalhão                                                               | Curta Metragem     |
| Zwei Ritter ohne Furcht und Tadel                                                                                  | 1932 | | 3 Curtas Metragens |
| Doughboy Daze | 1932 | Recrutas do Barulho                                                                                      | Curta Metragem     |
| Sons of the Desert/ Fraternally Yours                                                                              | 1933 | Os Filhos do Deserto                                                                                     | Filme              |
| Dirty Work | 1933 | Trabalho Sujo” / “Limpa-Chaminés                                                                         | Curta Metragem     |
| Wild Poses | 1933 | Que Pose!                                                                                                |                    |
| Busy Bodies | 1933 | Bicho Carpinteiro” / “Aterrissagem Forçada” / “Dois Marceneiros Fora de Esquadro                         | Curta Metragem     |
| The Midnight Patrol                                                                                                | 1933 | A Patrulha da Meia-Noite” / “Patrulheiros em Alerta!                                                     | Curta Metragem     |
| The Devil's Brother/ Bogus Bandits/ Fra Diavolo/ The Virtuous Tramps                                               | 1933 | | Filme              |
| Me and My Pal | 1933 | Eu e Companhia”/ “Amigalhões” / “Um Quebra-Cabeças Para um C/ “Bi Dois                                   | Curta Metragem     |
| Babes in Toyland/ Laurel and Hardy in Toyland/ March of the Wooden Soldiers/ Revenge Is Sweet/ Wooden Soldiers     | 1934 | Era Uma Vez Dois Valentes                                                                                | Filme              |
| The Live Ghost | 1934 | O Morto-Vivo”/ “Um Fantasma Muito Vivo                                                                   | Curta Metragem     |
| Them Thar Hills | 1934 | O Poço de Pifão / Águas Medicinais / Água Que Passarinho Não Bebe                                        | Curta Metragem     |
| Going Bye-Bye! | 1934 | Vocês Me Pagam! / A Mala e o Louco / De Pernas Pro Ar                                                    | Curta Metragem     |
| Hollywood Party | 1934 | Festa de Hollywood                                                                                       | Filme              |
| Oliver the Eighth/ The Private Life of Oliver the Eighth (UK)                                                      | 1934 | O Xodó de Olívio VIII / O Noivo Misterioso / Procura-se Um Marido                                        | Curta Metragem     |
| Fun On The Run | 1934 | A Honestidade Vence                                                                                      | Curta Metragem     |
| Bonnie Scotland / Heroes of the Regiment                                                                           | 1935 | Mosqueteiros da Índia                                                                                    | Filme              |
| Thicker Than Water                                                                                                 | 1935 | De Puro Sangue / Dois Cucos Para um Relógio                                                              | Curta Metragem     |
| The Fixer Uppers                                                                                                   | 1935 | Um Duelo de Amor                                                                                         | Curta Metragem     |
| Tit for Tat | 1935 | Dente Por Dente / Olho por Olho                                                                          | Curta Metragem     |
| Our Relations / Double Trouble (USA) / Sailors' Downfall (USA: versão cortada)                                     | 1936 | Sossega Leão / Família Complicada                                                                        | Filme              |
| On the Wrong Trek                                                                                                  | 1936 | Caminho Errado                                                                                           |                    |
| The Bohemian Girl                                                                                                  | 1936 | A Princesa Boêmia                                                                                        | Filme              |
| Pick a Star / Movie Struck                                                                                         | 1937 | Mania de Hollywood                                                                                       | Filme              |
| Way Out West | 1937 | Dois Caipiras Ladinos / Uma Luta de Risos                                                                | Filme              |
| The Whacky West | 1937 | Uma Luta de Risos                                                                                        | Curta Metragem     |
| Block-Heads | 1938 | A Ceia dos Veteranos                                                                                     | Filme              |
| Swiss Miss / Alpine Antics (condensação)                                                                           | 1938 | Queijo Suíço / A Cigana Me Enganou                                                                       | Filme              |
| The Flying Deuces / Flying Aces                                                                                    | 1939 | Paixonite Aguda / Os Tolos Voadores                                                                      | Filme              |
| Saps at Sea | 1940 | Marujos Improvisados                                                                                     | Filme              |
| A Chump at Oxford                                                                                                  | 1940 | Dois Palermas em Oxford                                                                                  | Filme              |
| Alter Ego | 1940 | Um Nobre Pancada                                                                                         | Curta Metragem     |
| Where To Now | 1940 | Chega de Corneta!                                                                                        | Curta Metragem     |
| Great Guns | 1941 | Bucha Para Canhão                                                                                        | Filme              |
| A-Haunting We Will Go                                                                                              | 1942 | Dois Fantasmas Vivos / O Mágico                                                                          | Filme              |
| The Tree in a Test Tube                                                                                            | 1943 | |                    |
| The Dancing Masters                                                                                                | 1943 | Mestres de Baile                                                                                         | Filme              |
| Jitterbugs | 1943 | Ladrão Que Rouba Ladrão                                                                                  | Filme              |
| Air Raid Wardens                                                                                                   | 1943 | Salve-se Quem Puder                                                                                      | Filme              |
| The Big Noise | 1944 | A Bomba                                                                                                  | Filme              |
| The Bullfighters                                                                                                   | 1945 | Os Toureiros                                                                                             | Filme              |
| Nothing But Trouble                                                                                                | 1945 | Cozinheiros do Rei                                                                                       | Filme              |
| Atoll K Atollo K (Italy) Robinson Crusoe-Land (UK) Utopia (USA)                                                    | 1950 | A Ilha da Bagunça / O Paraíso dos Malandros                                                              | Filme              |

- The Golden Age of Comedy (Coletânea) (1957)
- 30 Years of Fun (Coletânea) (1963)
- Laurel and Hardy's Laughing 20's (Coletânea) (1965)
- The Crazy World of Laurel and Hardy (Coletânea) (1967)
- The Further Perils of Laurel and Hardy (Coletânea) (1968)
- Four Clowns (Coletânea) (1970)